# Postnik Jakovlev

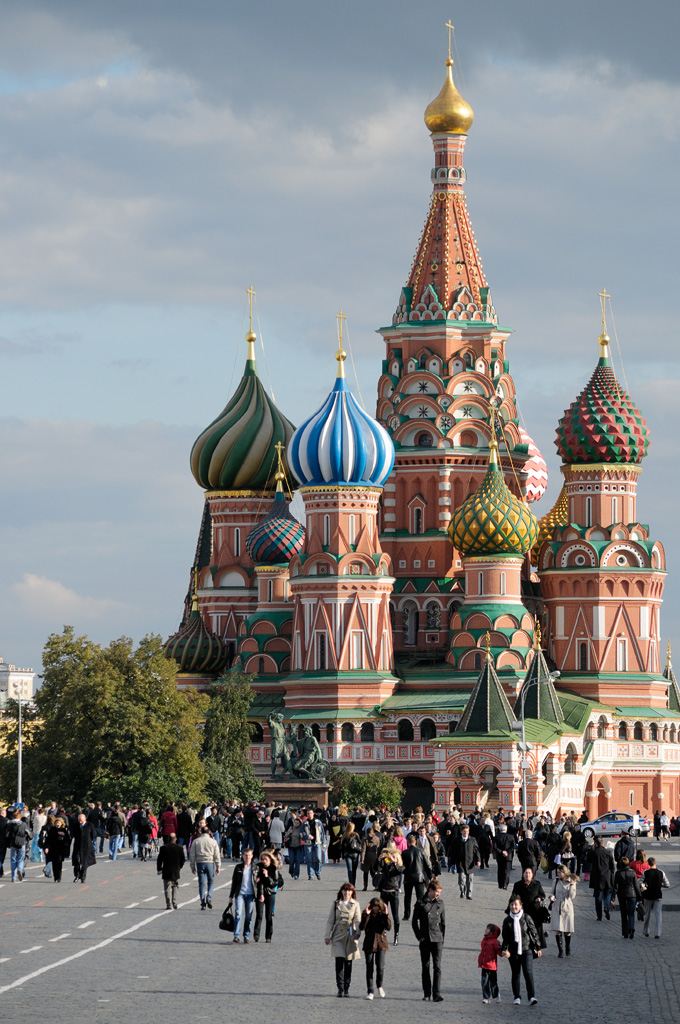
Vasilijkatedralen

Postnik Jakovlev (ryska:Постник Яковлев) var arkitekten som ritade Vasilijkatedralen i Moskva 1555–61. Hans smeknamn var "Barma" (ryska Бaрма). 
Enligt en legend gav Ivan den förskräcklige order om att Postniks ögon skulle stickas ur, så han aldrig skulle kunna skapa något så vackert som Vasilijkatedralen igen. I verkligheten fortsatte han arbeta, och designade några år senare den tionde kyrkan i kyrkkomplexet, som kallas 'det norra tornet', år 1588.
Jakovlev var även arkitekt till Kazans Kreml 1556–62.

## Eftermäle
1982 döptes nedslagskratern Barma på planeten Merkurius, för att hedra Jakovlev.